# Pachyrhinosaurus lakustai
Pachyrhinosaurus lakustai es una especie del género extinto Pachyrhinosaurus (gr. "lagarto de nariz gruesa") de dinosaurio ceratopsiano ceratópsido, que vivió a finales del período Cretácico, hace aproximadamente entre 70 y 68 millones de años, en el Maastrichtiense, en lo que hoy es Norteamérica. 
Otro lecho de huesos de Pachyrhinosaurus , en el río Wapiti al sur de Beaverlodge en el noroeste de Alberta, fue trabajado brevemente por el personal del Museo Royal Tyrrell a fines de la década de 1980, pero ahora se trabaja anualmente durante un par de semanas cada verano desde 2006 por la Universidad de Alberta. El material de este sitio parece referirse a Pachyrhinosaurus canadensis. En 1974, el profesor de ciencias de Grande Prairie, Alberta, Al Lakusta, encontró un gran lecho de huesos a lo largo de Pipestone Creek en Alberta . Cuando el área fue finalmente excavada entre 1986 y 1989 por personal y voluntarios del Museo de Paleontología Royal Tyrrell , los paleontólogos descubrieron una selección de huesos sorprendentemente grande y densa, hasta 100 por metro cuadrado, con un total de 3500 huesos y 14 cráneos. Aparentemente, este fue el lugar de una mortalidad masiva, quizás un intento fallido de cruzar un río durante una inundación. Entre los fósiles se encontraron los esqueletos de cuatro grupos de edad distintos que van desde los juveniles hasta los dinosaurios adultos, lo que indica que el Pachyrhinosaurus se preocupaba por sus crías. Los cráneos adultos tenían protuberancias convexas y cóncavas, así como cuernos estilo unicornio en el hueso parietal justo detrás de los ojos. Los tipos de salientes cóncavos pueden estar relacionados únicamente con la erosión y no reflejar las diferencias entre machos y hembras. En 2008, una monografía detallada que describe el cráneo del Pachyrhinosaurus Pipestone Creek, y escrita por Philip J. Currie , Wann Langston Jr. y Darren Tanke , clasificó el espécimen como una segunda especie de Pachyrhinosaurus , llamado P. lakustai en honor a su descubridor.